# Alone (fenomeno ottico)

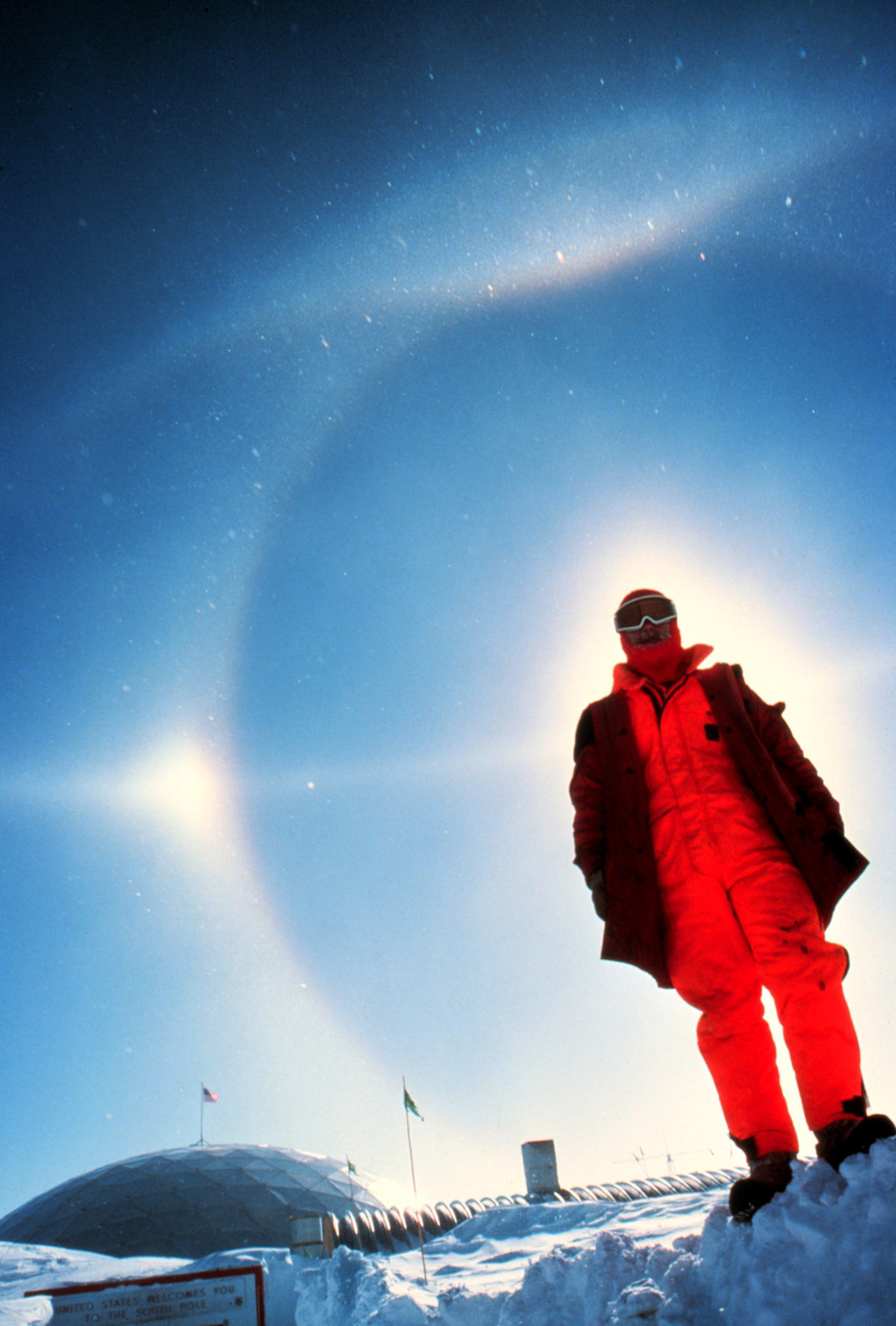
Alone attorno al Sole al Polo Sud, caratterizzato da un cerchio parelico, un alone di 22° con due cani solari e un arco tangente superiore

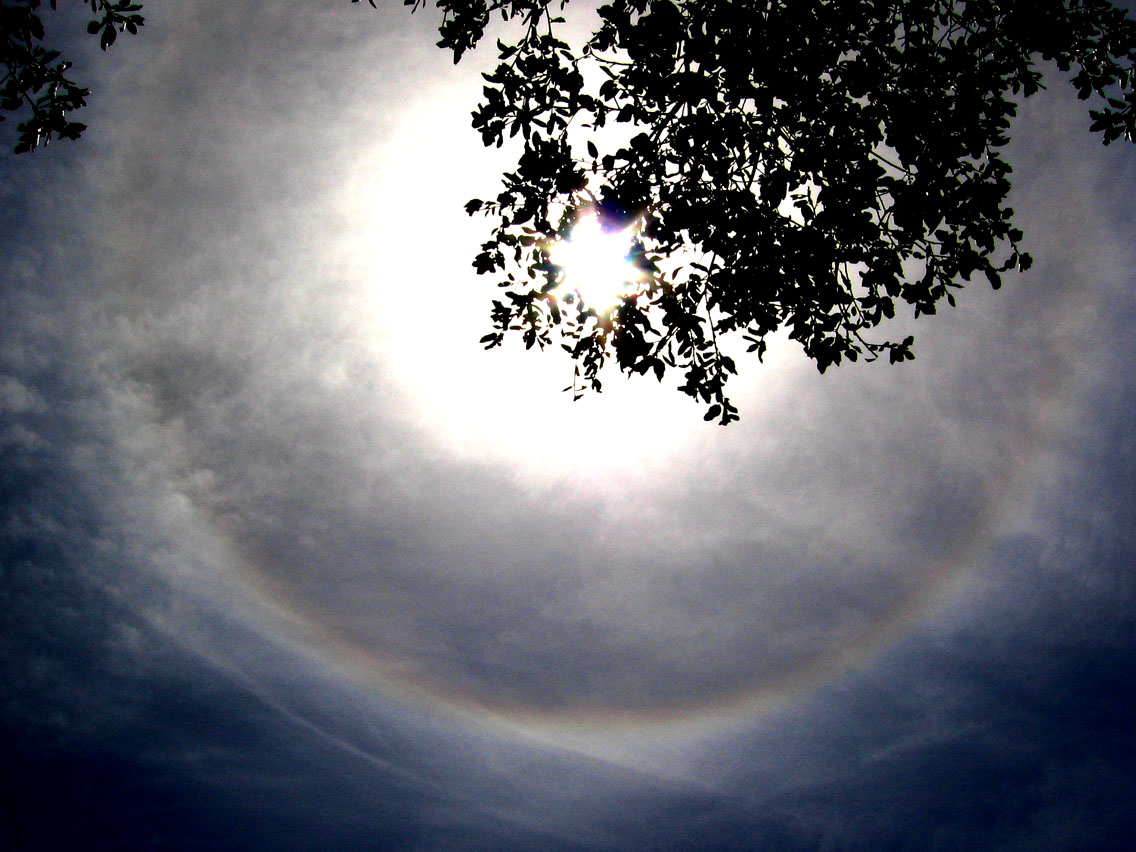
Immagine migliorata di un arco di ghiaccio. Notare il disco di diffrazione quasi bianco

Un alone (dal latino halōs "cerchio intorno al Sole", a sua volta dal greco antico  ἅλως?, hálōs) chiamato anche arco di ghiaccio, nimbo o aureola è un anello di luce che circonda un astro.
Gli aloni sono fenomeni ottici che appaiono vicini o attorno al Sole o alla Luna e a volte attorno ad altre forti sorgenti luminose come le luci stradali; l'alone stesso è di colore bianco intenso, con una sfumatura rossastra all'interno e violetta all'esterno; l'area di cielo interna all'alone è generalmente più scura di quella esterna. Gli aloni sono per la maggior parte causati da cristalli di ghiaccio nei freddi cirri ad altitudini di 5–10 km nella parte superiore della troposfera. La luce viene riflessa e rifratta dai cristalli di ghiaccio e potrebbe dividersi nei colori di base a causa della dispersione ottica, similmente agli arcobaleni. I due tipi fondamentali sono l'alone di 22° e l'alone di 46°. I vari tipi di alone sono dovuti alla forma particolare e all'orientamento dei cristalli di ghiaccio costituenti la nube.
Quello dell'alone è un fenomeno simile all'arcobaleno eccetto per il fatto che viene formato dalla rifrazione della luce solare attraverso i cristalli di ghiaccio sospesi nelle nuvole al posto delle gocce di pioggia o ad altra acqua liquida sospesa nel cielo. Generalmente appaiono come sezioni di arco in confronto a cerchi completi. Le sezioni più luminose solitamente appaiono sopra, sotto e lateralmente al Sole. Gli aloni di ghiaccio provocati da cristalli di ghiaccio molto piccoli sono di un solo colore, poiché la diffrazione mescola assieme i colori.
Fenomeni atmosferici come gli aloni sono stati usati come metodi empirici di previsione meteorologica prima che fosse sviluppata la meteorologia; generalmente, essendo collegati ai cirri, indicano l'arrivo di un fronte caldo e quindi di piogge; in inverno, in caso di nebbia, un alone può indicare che nella nebbia sono presenti cristalli di ghiaccio e quindi che di notte si possa gelare. In effetti, in situazioni meteorologiche di freddo molto intenso, gli aloni ottici vengono formati dai cristalli vicini al livello del terreno (definiti "polvere di diamante"). I cristalli si comportano come gioielli, riflettendo e rifrangendo la luce solare tra le loro facce, emettendo lance di luce in direzioni particolari.
Un disco di diffrazione o disco di Airy ha un aspetto simile, ma è un disco, anziché un anello, e ha un bordo rosso al suo interno. Le sue dimensioni dipendono dalla dimensione delle particelle di ghiaccio o acqua che lo provocano. Sono anche conosciuti come corone, ma non sono da confondere con il flusso sottile di gas che emette il Sole per formare la sua corona solare.

## Cani solari e lunari

### Cani solari o pareli
I cani solari, conosciuti anche come pareli (singolare parelio), appaiono come punti colorati o barre su entrambi i lati del Sole e alla stessa altitudine. La loro distanza dal Sole è vicina ai 22° quando è basso, ma aumenta mano a mano che aumenta l'altezza del Sole. I cani solari sono comuni come l'alone circolare di 22° e in Europa, alle medie latitudini, possono essere viste 2-3 volte la settimana in media, anche se i cani solari più luminosi ed evidenti si mostrano più raramente. Vengono prodotti quando la luce solare passa attraverso i cirri o, se è molto freddo, quando i cristalli di ghiaccio si trovano nell'aria più vicina all'osservatore. I cristalli di ghiaccio che formano i cani solari sono piastre esagonali che si muovono verso il basso con le facce esagonali più larghe quasi orizzontali.

### Cani lunari o paraseleni

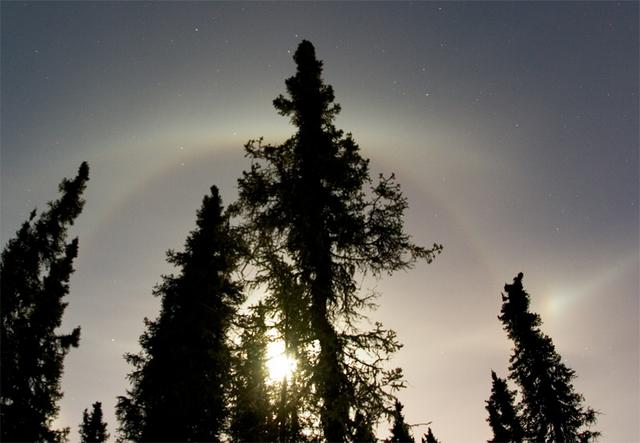
Sistema complesso di aloni lunari

Quando il fenomeno del cane solare si vede attorno alla Luna anziché attorno al Sole, viene chiamato cane lunare o, con un grecismo, paraselene. I cani lunari appaiono alla destra e alla sinistra della Luna, alla distanza di circa 22°. Sono esattamente analoghi ai cani solari. I cani lunari sono in qualche modo più rari dei cani solari, poiché affinché vengano prodotti cani lunari o un qualsiasi tipo di alone, la Luna deve essere molto luminosa e quindi piena o quasi piena.

Nella tradizione popolare i cani lunari annunciano il brutto tempo in arrivo. Contando le stelle nella circonferenza del cane lunare, si saprebbero quanti giorni di brutto tempo ci si dovrà aspettare.

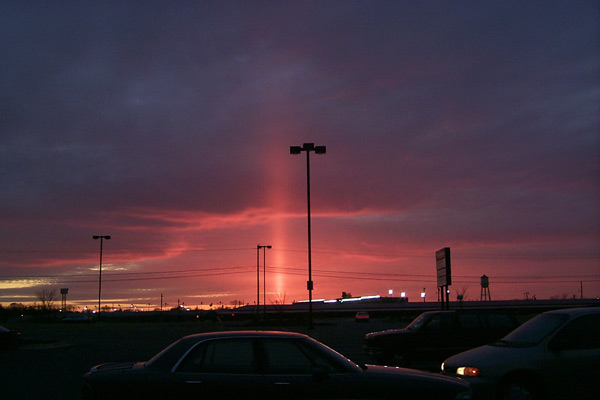
Pilastro solare vicino a Harpers Ferry, in Virginia Occidentale

## Pilastri di luce
Un pilastro di luce, o pilastro solare, appare come un pilastro verticale o colonna di luce che si alza dal Sole che sta sorgendo o tramontando, benché possa anche apparire sotto al Sole, particolarmente se l'osservatore è a una elevata altitudine. Cristalli di ghiaccio, a forma di piastra e colonna esagonale, provocano il fenomeno. I cristalli piatti di solito causano i pilastri quando il Sole è intorno ai 6° sull'orizzonte o sotto di essi; i cristalli a forma di colonna esagonale possono provocare un pilastro quando il Sole è anche a 20 gradi sopra l'orizzonte. I cristalli tendono a orientarsi quasi orizzontalmente mentre cadono o fluttuano nell'aria, e la larghezza e la visibilità di un pilastro solare dipende dall'allineamento dei cristalli.
I pilastri di luce possono anche formarsi attorno alla Luna e alle luci stradali o ad altre luci forti. I pilastri che si formano da luci provenienti da terra potrebbero apparire molto più alti di quelli associati al Sole o alla Luna. Siccome l'osservatore è generalmente più vicino alla sorgente luminosa, l'orientamento dei cristalli ha meno importanza nella formazione di questi pilastri.